# 2005年體育
2005年是國際體育運動年，重要國際體育賽事包括：
- 第十九屆世界手球錦標賽：1月23日至2月6日於突尼西亞舉行
- 第十五屆：6月10日至7月2日於荷蘭舉行
- 第七屆：6月15日至6月29日於德國舉行
- 2005年世界花式撞球錦標賽：7月2日至7月10日於台灣高雄舉行
- 第七屆世界運動會：7月14日至7月24日於德國杜伊斯堡舉行
- 第十一屆世界游泳錦標賽：7月17日至7月31日於加拿大蒙特利爾舉行
- 第十三屆世界女排大獎賽總決賽：7月13日至7月18日於日本仙台舉行
- 第十屆世界田徑錦標賽：8月6日至8月14日於芬蘭赫爾辛基舉行
- 第廿三屆世界大學生運動會（夏季）:8月11日至8月21日於土耳其伊茲密爾舉行
- 2005年世界羽毛球錦標賽：8月15日至8月21日於美國安納罕舉行
- 第卅六屆世界棒球錦標賽：9月2日至9月16日於荷蘭舉行
- 第十一屆世界少年足球錦標賽：9月16日至10月2日於秘魯舉行
- 重新舉辦的第二屆世界冠軍球會盃：12月11日至12月18日於日本舉行

## 大事記

### 1月至3月
- 1月 - 足球 - 德國足壇爆發30年來最大的假球案，發現多場德國乙組，丙組及德國盃被球證及球員勾结外國地下赌博集团操控賽果，警方逮捕案件主角人物德國球證賀沙（Robert Hoyzer）。
- 1月30日－網球 - 沙芬（Marat Safin）在澳大利亞網球公開賽以局數3比1擊敗曉域（Lleyton Hewitt），第三次殺入決賽首次贏得男單冠軍。
- 2月6日－美式橄欖球 - 新英格蘭愛國者在超級盃以比數24比21擊敗費城老鷹，4年內第三度奪標。
- 2月20日－籃球 - 於科羅拉多州丹佛市舉行的NBA明星賽，東岸明星隊以125-115擊敗西岸明星隊。
- 3月12日－田徑 - 美國基文特（Kerron Clement）在阿肯色州舉行的全國大學生體育協會田徑錦標賽（NCAA championships），以44.57秒打破米高莊遜（Michael Johnson）保持10年的室內400米世界紀錄。
- 3月12日－足球 - 英格蘭球會車路士在英格蘭超級聯賽最後一輪擊敗保頓後，50年後再次贏得頂級聯賽冠軍。
- 5月18日－足球 - 俄羅斯球會莫斯科中央陸軍於決賽，以3-1擊敗以主場身份出戰葡萄牙球會，成為第一隊奪得歐洲賽事冠軍的俄羅斯球隊。
- 5月25日－足球 - 英格蘭球會利物浦於迎戰意大利AC米蘭，他們落後3球之下連追3球，並十二碼階段反勝對手而第五次奪得錦標。

### 4月至6月
- 5月12日－足球 -  美國體育大亨马尔科姆·格雷泽收購英格蘭曼聯兩名大股東的股權，並因此掌握了球會70%的股權得以全權控制曼聯。
- 6月5日－網球 - 西班牙網球手擊敗首奪法國網球公開賽男單冠軍。
- 6月14日－田徑 - 牙買加田徑選手於雅典奧林匹克運動場以9.77秒打破男子100米世界紀錄。
- 6月19日－足球 - 德國在女子歐洲國家盃決賽中以3-1擊敗挪威連續第四屆奪魁。
- 6月21日－網球 - 於温布頓網球公開賽男子單打決賽以3比0擊敗美國網球手安迪·羅迪克，在同日舉行的女子單打決賽中，以2比1反勝美國網球手，是四年內來首個大滿貫冠軍。
- 6月23日－籃球 - NBA總決賽由聖安東尼奧馬刺迎戰底特律活塞，結果馬刺主場81-74擊敗底特律活塞，總場數4-3奪得總總冠軍，7年內第3次登上冠軍寶座。
- 6月29日－足球 - 巴西以4-1擊敗阿根廷成為盟主。

### 7月至9月
- 7月2日－足球 - 阿根廷於決賽2-1擊敗第5次奪得世青盃。
- 7月6日－國際體育 - 国际奥委会在新加坡举行的第117次全会投票决定2012年夏季奧林匹克運動會主办城市，結果倫敦擊敗巴黎、马德里、莫斯科及纽约而获得主办权。
- 7月8日－香港體育 - 香港獲國際奧委會會議通過批准可以協辦2008年北京奧運的馬術項目。
- 7月22日－田徑 - 田徑選手伊辛巴耶娃（Yelena Isinbayeva）在水晶宮舉行的國際田徑聯會超級大獎賽中，兩次創下女子跳高世界紀錄，並成為世界上第一位跳過五米的女性運動員。
- 7月24日－單車 - 美國單車手在環法單車賽史無前例第七次獲得總冠軍，他賽後宣佈退休。
- 8月7日－足球 - 中國在東亞足球錦標賽以1勝2和得到5分壓倒日本及北韓（各4分）首次奪得國際大賽冠軍。
- 8月26日－足球 - 利物浦以3-1擊敗莫斯科火車頭繼2001年再次獲得歐洲超霸盃錦標。
- 9月11日－網球 - 費達拿於美國網球公開賽男子單打決賽以3比1擊敗美國網球手。

### 9月至12月
- 9月4日－田徑 - 俄羅斯跳遠選手莉比迪娃（Tatyana Lebedeva）於黃金田徑聯賽成功在勝出所有賽站，以一個人獨享100萬美元獎金。
- 9月17日－棒球 - 古巴3比0擊敗南韓連續第9屆奪得世界棒球錦標賽。
- 10月2日－足球 - 墨西哥3比0勇挫巴西而初次奪得世少盃冠軍。
- 10月9日－中國體育 - 第十屆中國全運會於江蘇省南京市開幕。
- 10月8日－足球－世界盃非洲區外圍賽進行最後一輪分組賽事，結果多哥，加納，象牙海岸，安哥拉取代多隊非洲勁旅首次晉身決賽週，而突尼西亞跟隨其他四隊出線。
- 11月11日－中國體育－2008年北京夏季奧運會吉祥物公佈，是以五個名為福娃貝貝、福娃晶晶、福娃歡歡、福娃迎迎及福娃妮妮的吉祥物，是「北京歡迎你」的諧音。
- 11月20日－網球 - 阿根廷球手納賓迪安（David Nalbandian）在中國上海舉行ATP年終賽局數3比2反敗為勝擊倒費達拿，並終止了費達拿在ATP巡迴賽賽事男單決賽中的24場連勝紀錄。
- 11月20日－台灣體育 - 台北101國際登高賽首度於台北101大樓的1F～91F舉辦，此項比賽正式超越美國帝國大廈登高大賽的比賽規模。
- 10月16日－賽車 - 費蘭度·阿朗素壓倒拉高倫及上屆冠軍米高·舒麥加成為最年輕的一級方程式賽車總冠軍，並米高·舒麥加及法拉利車隊的壟斷局面。
- 10月26日－棒球 - 芝加哥白襪在美國職棒大聯盟世界大賽總場數4比0擊敗休士頓太空人，是自1917年首次奪得世界大賽冠軍。
- 11月16日－足球 - 澳洲於世界盃外圍賽附加賽次回合迎戰烏拉圭，最後互射十二碼澳洲以4比2擊敗烏拉圭，32年來首次晉身世界盃決賽周。
- 11月28日－足球 - 朗拿甸奴力壓英格蘭的林柏特及謝拉特首度當選歐洲足球先生名譽。
- 12月7日－足球 - 英格蘭球會曼聯於歐聯分組賽意外地被葡萄牙球會賓菲加擊敗，繼1994年後再次以首圈階段出局。
- 12月9日－足球 - 國際足協於德国莱比锡進行2006年世界盃決賽週分組賽抽籤儀式。
- 12月18日－田徑 - 前百米短跑世界紀錄保持者蒙哥馬利（Tim Montgomery）被国际体育仲裁院（Court of Arbitration for Sport）禁賽兩年，並取消在2001年3月31日至2005年6月6日期間取得的所有成績和獎金，翌日後宣佈退休。
- 12月18日－足球 - 在重新舉辦的世界冠軍球會盃中，巴西球會聖保羅於決賽1比0擊敗利物浦而第三度成為世界冠軍。
- 12月18日－桌球 - 丁俊暉在英國桌球錦標賽決賽，以局數十比六擊敗六屆世界冠軍得主戴維斯奪標，成為賽事歷年來首位非來自英國或愛爾蘭的冠軍球手。
- 12月19日－足球 - 巴西球員朗拿甸奴擊敗英格蘭中場林柏特及喀麥隆前鋒伊度奧連續第二年獲得世界足球先生名譽。

## 綜合運動會
- 1月12日至1月22日：冬季大學生運動會

獎牌榜（只列出頭5名最佳成績隊伍）
| 名次 | 國家   | 金牌： | 银牌： | 铜牌： | 總數 |
| 1    | 奥地利 | 10     | 9      | 2      | 21   |
| 2    |        | 10     | 7      | 6      | 23   |
| 3    | 俄羅斯 | 8      | 5      | 9      | 22   |
| 4    | 日本   | 5      | 6      | 6      | 17   |
| 5    | 波蘭   | 5      | 2      | 2      | 9    |

- 4月8日至4月20日：伊斯蘭團結運動會

獎牌榜（只列出頭5名最佳成績隊伍）
| 名次 | 國家         | 金牌： | 银牌： | 铜牌： | 總數 |
| 1    | 沙烏地阿拉伯 | 24     | 17     | 19     | 60   |
| 2    | 埃及         | 14     | 15     | 13     | 42   |
| 3    |              | 13     | 8      | 6      | 27   |
| 4    | 伊朗         | 10     | 9      | 11     | 30   |
| 5    | 伊拉克       | 9      | 9      | 7      | 25   |

- 7月14日至7月24日：世界運動會
- 8月11日至8月21日：夏季大學生運動會 -

獎牌榜（只列出頭5名最佳成績隊伍）
| 名次 | 國家   | 金牌： | 银牌： | 铜牌： | 總數 |
| 1    | 俄羅斯 | 26     | 16     | 23     | 65   |
| 2    | 中国   | 21     | 16     | 12     | 49   |
| 3    | 日本   | 18     | 18     | 20     | 56   |
| 4    | 乌克兰 | 18     | 16     | 18     | 52   |
| 5    | 美国   | 17     | 12     | 14     | 43   |

- 10月9日至10月21日：中國全運會 -

獎牌榜（只列出頭5名最佳成績隊伍）
| 名次 | 代表团 | 金牌： | 银牌： | 铜牌： | 總數 |
| 1    | 江苏   | 56     | 38     | 42     | 136  |
| 2    | 广东   | 46     | 42.5   | 36.5   | 125  |
| 3    | 解放军 | 44     | 39     | 32     | 115  |
| 4    | 山东   | 42     | 29     | 27     | 98   |
| 5    | 北京   | 32     | 23.5   | 26     | 81.5 |

- 10月29日至11月6日：東亞運動會 -

獎牌榜（只列出頭5名最佳成績隊伍）
| 名次 | 國家     | 金牌： | 银牌： | 铜牌： | 總數 |
| 1    | 中国     | 127    | 63     | 33     | 223  |
| 2    | 日本     | 46     | 56     | 77     | 145  |
| 3    |          | 32     | 48     | 65     | 104  |
| 4    | 中華臺北 | 12     | 34     | 26     | 72   |
| 5    | 澳門     | 11     | 16     | 17     | 44   |

- 11月27日至12月5日：東南亞運動會 -

獎牌榜（只列出頭5名最佳成績隊伍）
| 名次 | 國家       | 金牌： | 银牌： | 铜牌： | 總數 |
| 1    | 菲律賓     | 113    | 84     | 94     | 291  |
| 2    | 泰國       | 87     | 78     | 118    | 283  |
| 3    | 越南       | 71     | 68     | 89     | 228  |
| 4    | 马来西亚   | 61     | 50     | 64     | 175  |
| 5    | 印度尼西亞 | 49     | 79     | 89     | 217  |

## 田徑

### 世界田徑錦標賽
- 8月6日至8月14日：賽事中共有打破6項世界紀錄（3項表演項目）。

獎牌榜（只列出頭5名最佳成績隊伍）
| 名次 | 國家     | 金牌： | 银牌： | 铜牌： | 總數 |
| 1    | 美国     | 15     | 8      | 3      | 25   |
| 2    | 俄羅斯   | 7      | 8      | 5      | 20   |
| 3    | 衣索比亞 | 3      | 4      | 2      | 9    |
| 4    | 古巴     | 2      | 4      | 0      | 6    |
| 5    | 白俄羅斯 | 2      | 2      | 1      | 5    |

### 黃金田徑聯賽
- 俄羅斯跳遠選手莉比迪娃（Tatyana Lebedeva）於在勝出所有賽站，是歷史上第二位以一個人獨享100萬美元獎金。

| 舉行日期 | 賽事名稱                        | 舉行城市       |
| -------- | ------------------------------- | -------------- |
| 7月1日   | Gaz de France Paris Saint-Denis | 法國巴黎聖坦尼 |
| 7月8日   | Golden Gala                     | 意大利羅馬     |
| 7月29日  | Bislett Games                   | 挪威奧斯陸     |
| 8月19日  | Weltklasse Zürich               | 瑞士蘇黎世     |
| 8月26日  | Memorial Van Damme              | 比利時布魯塞爾 |
| 9月4日   | ISTAF Berlin                    | 德國柏林       |

## 游泳

### 世界游泳錦標賽
- 7月17日至7月31日：賽事於加拿大蒙特利爾舉行，賽事中共打破8項世界紀錄。

獎牌榜（只列出頭5名最佳成績隊伍）
| 名次 | 國家   | 金牌： | 银牌： | 铜牌： | 總數 |
| 1    | 美国   | 17     | 15     | 7      | 39   |
| 2    |        | 13     | 8      | 4      | 25   |
| 3    | 中国   | 5      | 5      | 7      | 17   |
| 4    | 俄羅斯 | 5      | 3      | 2      | 10   |
| 5    | 加拿大 | 3      | 4      | 3      | 10   |

## 籃球
- 8月15日－8月24日：非洲籃球錦標賽 - 安哥拉於決賽擊敗塞內加爾奪得冠軍。
- 9月16日－9月25日：歐洲籃球錦標賽 - 希臘於決賽擊敗德國，繼1987年第2次奪冠軍，季軍由法國奪得。
- 9月8日－9月16日：亞洲籃球錦標賽 - 中國於決賽擊敗黎巴嫩奪得冠軍，季軍由卡塔爾奪得。

### NBA
| 東西岸各區冠軍及常規賽成績          | 東西岸各區冠軍及常規賽成績      | 東西岸各區冠軍及常規賽成績    | 東西岸各區冠軍及常規賽成績        | 東西岸各區冠軍及常規賽成績    | 東西岸各區冠軍及常規賽成績          | 東西岸各區冠軍及常規賽成績 |
| ----------------------------------- | ------------------------------- | ----------------------------- | --------------------------------- | ----------------------------- | ----------------------------------- | -------------------------- |
| 東岸                                | 東岸                            | 東岸                          | 西岸                              | 西岸                          | 西岸                                |                            |
| 大西洋組                            | 中央組                          | 東南組                        | 西北組                            | 太平洋組                      | 西南組                              |                            |
| 波士頓凱爾特人 45勝37負 得勝率54.9% | 底特律活塞 54勝28負 得勝率65.9% | 邁阿密熱火 59勝23負 得勝率72% | 西雅圖超音速 52勝30負 得勝率63.4% | 鳳凰城太陽 59勝23負 得勝率72% | 聖安東尼奧馬刺 62勝20負 得勝率75.6% |                            |

| 總決賽（以七局五勝制進行）                                          | 總決賽（以七局五勝制進行） | 總決賽（以七局五勝制進行） | 總決賽（以七局五勝制進行） | 總決賽（以七局五勝制進行） | 總決賽（以七局五勝制進行） | 總決賽（以七局五勝制進行） | 總決賽（以七局五勝制進行） | 總決賽（以七局五勝制進行） |
| ------------------------------------------------------------------- | -------------------------- | -------------------------- | -------------------------- | -------------------------- | -------------------------- | -------------------------- | -------------------------- | -------------------------- |
| 東岸                                                                | 底特律活塞                 | 69                         | 76                         | 96                         | 102                        | 95                         | 95                         | 74                         |
| 西岸                                                                | 聖安東尼奧馬刺             | 84                         | 97                         | 79                         | 71                         | 96                         | 86                         | 81                         |
| 聖安東尼奧馬刺總比數以4比3擊敗底特律活塞，三年內二度成為NBA總冠軍。 |                            |                            |                            |                            |                            |                            |                            |                            |

## 足球

### 國際足球賽事
| 球會級        | 球會級         | 球會級         | 球會級         | 球會級     | 球會級              | 球會級                         |
| 賽事          | 賽事           | 舉行地點       | 冠軍           | 亞軍       | 季軍                | 決賽比數                       |
| ------------- | -------------- | -------------- | -------------- | ---------- | ------------------- | ------------------------------ |
| 世界          | 世界冠軍球會盃 | 日本橫濱       | 聖保羅         | 利物浦     | 伊蒂哈德            | 1 - 0                          |
| 歐洲          |                |                |                |            |                     |                                |
|               | 葡萄牙里斯本   | 莫斯科中央陸軍 |                | ------     | 3 - 1               |                                |
|               | 土耳其伊斯坦堡 | 利物浦         | AC米蘭         | ------     | 3 - 3 (十二碼3 - 2) |                                |
| 歐洲超霸盃    | 法國摩納哥     | 利物浦         | 莫斯科中央陸軍 | ------     | 3 - 1               |                                |
| 南美洲        | 南美自由盃     | ------         | 聖保羅         | 帕拉尼恩斯 | ------              | 5 - 1 （兩回合）               |
| 南美洲        | 南美球會盃     | ------         | 小保加         | 墨西哥大學 | ------              | 2 - 2 （兩回合） (十二碼4 - 3) |
| 國家級        |                |                |                |            |                     |                                |
| 世界          | 世少盃         | 秘魯利馬       | 墨西哥         | 巴西       | 荷蘭                | 3 - 0                          |
| 世界          |                | 荷蘭烏德勒支   | 阿根廷         |            | 巴西                | 2 - 1                          |
| 世界          |                | 德國法蘭克福   | 巴西           | 阿根廷     | 德國                | 4 - 1                          |
| 世界          | 美洲金盃       | 美國新澤西州   | 美國           | 巴拿馬     | 哥倫比亞及 洪都拉斯 | 4 - 1                          |
| 亞洲          | 東亞足球錦標賽 | 南韓           | 中國           | 日本       | 北韓                | ------                         |
| 亞洲          | 東亞運動會     | 澳門           | 中國           | 北韓       | 日本                | 1 - 0                          |
| 歐洲 （女子） | 女子歐洲國家盃 | 英格蘭布力般   | 德國           | 挪威       | ------              | 3 - 1                          |

### 各地聯賽及盃賽冠軍
| 各地頂級聯賽及盃賽冠軍（部分包括次級聯賽） | 各地頂級聯賽及盃賽冠軍（部分包括次級聯賽）  | 各地頂級聯賽及盃賽冠軍（部分包括次級聯賽）    |
| 國家                                       | 聯賽冠軍                                    | 盃賽冠軍                                      |
| 歐 洲                                      | 歐 洲                                       | 歐 洲                                         |
| ------------------------------------------ | ------------------------------------------- | --------------------------------------------- |
| 英格兰                                     | 超級聯賽：                                  | 足總盃：                                      |
| 英格兰                                     | 冠軍聯賽：新特蘭                            | 聯賽盃：                                      |
| 英格兰                                     | 甲組聯賽：盧頓                              | 社區盾：車路士                                |
| 英格兰                                     | 乙組聯賽：伊奧維                            | 聯賽錦標：域斯咸                              |
| 義大利                                     | 甲組聯賽：                                  | 意大利盃：國際米蘭                            |
| 義大利                                     | ：熱拿亞                                    | 超級盃：國際米蘭                              |
| 西班牙                                     | ：巴塞隆拿                                  | 國王盃：皇家貝迪斯                            |
| 西班牙                                     | ：卡迪斯                                    | 超級盃：巴塞隆拿                              |
| 德国                                       | ：拜仁慕尼黑                                | 德國盃：拜仁慕尼黑                            |
| 德国                                       | ：科隆                                      | 聯賽盃：史浩克04                              |
| 法國                                       | ：里昂                                      | 法國盃：歐塞爾                                |
| 法國                                       | ：南錫                                      | 聯賽盃：斯特拉斯堡                            |
| 葡萄牙                                     | 超級聯賽：                                  | 葡萄牙盃：塞圖巴爾                            |
| 荷蘭                                       | ：                                          | 荷蘭盃：                                      |
| 希腊                                       | ：奧林比亞高斯                              | 希臘盃：奧林比亞高斯                          |
| 苏格兰                                     | 超級聯賽：格拉斯哥流浪                      | 蘇格蘭盃：                                    |
|                                            |                                             | 聯賽盃：格拉斯哥流浪                          |
| 比利时                                     | ：布魯日                                    | 比利時盃：比斯查                              |
| 土耳其                                     | 超級聯賽：費倫巴治                          | 土耳其盃：加拉塔沙雷                          |
| 捷克                                       | ：布拉格斯巴達                              | 捷克盃：奧斯泰華 (Baník Ostrava)              |
| 波蘭                                       | ：克拉科夫 (Wisła Kraków)                   | 波蘭盃：哥斯連 (Dyskobolia Groclin)           |
| 瑞典                                       | 超級聯賽：佐加頓斯                          | 瑞典盃：佐加頓斯                              |
| 丹麦                                       | 超級聯賽：邦比 (Brøndby IF)                 | 丹麥盃：邦比 (Brøndby IF)                     |
| 瑞士                                       | 超級聯賽：巴素利 (FC Basel)                 | 瑞士盃：蘇黎世 (FC Zürich )                   |
| 奥地利                                     | 超級聯賽：維也納迅速 (SK Rapid Wien)        | 奧地利盃：奧地利維也納 (FK Austria Wien)      |
| 保加利亚                                   | ：索菲亞中央陸軍 (PFC CSKA Sofia)           | 保加利亞盃：索菲亞列夫斯基 (PFC Levski Sofia) |
| 挪威                                       | 超級聯賽：華拉倫加 (Vålerenga I.F. Fotball) | 挪威盃：莫爾德 (Molde F.K.)                   |
| 俄羅斯                                     | 超級聯賽：莫斯科中央陸軍                    | 俄羅斯盃：莫斯科中央陸軍                      |
| 匈牙利                                     | ：迪比勒辛 (Debreceni Vasutas)              | 匈牙利盃：蘇普朗 (Matáv FC Sopron)            |
| 芬兰                                       | 超級聯賽：邁柏 (MyPa-47)                    | 芬蘭盃：哈卡 (Haka Valkeakoski)               |
| 亞 洲                                      |                                             |                                               |
| 日本                                       | 甲組聯賽：大阪飛腳                          | 日皇盃：浦和紅鑽                              |
|                                            | 乙組聯賽：京都不死鳥                        | 聯賽盃：古河市原·千葉                         |
|                                            | 甲組聯賽：蔚山現代 (Ulsan Hyundai Horang-i) | 足總盃：全北現代汽車 (Chonbuk Hyundai Motors) |
| 中国                                       | 超級聯賽：大连实德                          | 足總盃：大连实德                              |
| 香港                                       | 甲組聯賽：晨曦                              | 足總盃：晨曦                                  |
| 美 洲                                      |                                             |                                               |
| 美国                                       | 職業大聯盟：洛杉磯銀河                      | 公開賽：洛杉磯銀河                            |
| 巴西                                       | 甲組聯賽：哥連泰斯                          | 巴西盃：Paulista Futebol Clube                |
| 阿根廷                                     | 春季聯賽：沙士菲                            |                                               |
| 阿根廷                                     | 秋季聯賽：小保加                            |                                               |

### 2006年世界盃外圍賽
可參見2006年世界盃外圍賽

## 排球
- 世界女排大獎賽－7月13日至7月18日－在日本仙台舉行總決賽，巴西女排以四勝一負的成績成功衛冕冠軍，女排和女排分獲亞軍和季軍。

## 羽毛球

### 世界羽毛球錦標賽
- 8月15日至8月21日：於美國加州安那漢舉行

| 項目     | 冠軍           | 比分                    | 亞軍                          |
| -------- | -------------- | ----------------------- | ----------------------------- |
| 男子單打 | 陶菲克         | 1 - 6 15 - 3 15 - 7     | 林丹                          |
| 女子單打 | 謝杏芳         | 11 - 8 9 - 11 11 - 3    | 张宁                          |
| 男子雙打 | 白国豪/吴俊明  | 15 - 11 10 - 15 15 - 11 | Candra Wijaya/Sigit Budiarto  |
| 女子雙打 | 楊維／張潔雯   | 17 - 16 15 - 7          | 高崚／黃穗                    |
| 混合雙打 | 謝中博／張亞雯 | 13 - 15 15 - 8 15 - 2   | 诺瓦·维迪安托/利利亚纳·纳西尔 |

## 網球

### 大滿貫賽事
| 大滿貫賽事         | 男單 | 男單                    | 男單   | 女單 | 女單              | 女單 |
| 大滿貫賽事         | 冠軍 | 比分                    | 亞軍   | 冠軍 | 比分              | 亞軍 |
| 澳大利亞網球公開賽 |      | 1 - 6 6 - 3 6 - 4       |        |      | 2 - 6 6 - 3 6 - 0 |      |
| 法國網球公開賽     |      | 6 - 7 6 - 3 6 - 1 7 - 5 |        |      | 6 - 1 6 - 1       |      |
|                    |      | 6 - 2 7 - 6 6 - 4       | 羅迪克 |      | 4 - 6 7 - 6 9 - 7 |      |
| 美国网球公开赛     |      | 6 - 3 2 - 6 7 - 6 6 - 1 |        |      | 6 - 3 6 - 1       |      |

### ATP網球巡迴賽
- 可參看ATP網球巡迴賽

## 棒球
- 亞洲棒球錦標賽－5月19日至5月22日
  - 冠軍：日本，亞軍：台灣，季軍：中國
- 世界棒球錦標賽－9月2日至9月17日
  - 冠軍：古巴，亞軍：南韓
- 日本大賽－10月22日－千葉羅德海洋總場數4比0擊敗阪神虎。
- 美國職棒大聯盟世界大賽
  - 冠軍：芝加哥白襪，亞軍：休士頓太空人。
- 亞洲職棒大賽－11月10日至11月13日
  - 冠軍：日本千葉羅德海洋，亞軍：南韓三星獅，季軍：台灣興農牛
- 中華職棒
  - 冠軍：興農牛，亞軍：誠泰Cobras

## 手球
- 2005年世界男子手球錦標賽－1月23日至2月6日於突尼西亞舉行
  - 金牌： 西班牙，銀牌： ，銅牌： 法國
- 2005年世界女子手球錦標賽－12月5日至12月18日於俄羅斯舉行
  - 金牌： 俄羅斯，銀牌： 羅馬尼亞，銅牌： 匈牙利

## 賽車

### 世界拉力錦標賽
- 分站冠軍參見內文#2005年世界拉力錦標賽分站冠軍
- 總冠軍：Sébastien Loeb，所屬車隊先進（Citroën）。

### 一級方程式賽車
| 分站冠軍       |                    |        |
| 大獎賽         | 冠軍車手           | 車隊   |
| 澳大利亚大奖赛 |                    | 雷諾   |
| 馬來西亞大獎賽 |                    | 雷諾   |
| 巴林大獎賽     |                    | 雷諾   |
| 聖馬利諾大獎賽 |                    | 雷諾   |
| 西班牙大獎賽   |                    | 麥拿倫 |
| 摩納哥大獎賽   |                    | 麥拿倫 |
| 歐洲大獎賽     |                    | 雷諾   |
| 加拿大大獎賽-  |                    | 麥拿倫 |
| 美國大獎賽     |                    | 法拉利 |
| 法國大獎賽     |                    | 雷諾   |
| 英國大獎賽     | 胡安·巴布羅·蒙托亞 | 麥拿倫 |
| 德國大獎賽     |                    | 雷諾   |
| 匈牙利大獎賽   |                    | 麥拿倫 |
| 土耳其大獎賽   |                    | 麥拿倫 |
| 意大利大獎賽   | 胡安·巴布羅·蒙托亞 | 麥拿倫 |
| 比利時大獎賽   |                    | 麥拿倫 |
| 巴西大獎賽     | 胡安·巴布羅·蒙托亞 | 麥拿倫 |
| 日本大獎賽     |                    | 麥拿倫 |
| 中國大獎賽     |                    | 雷諾   |

| 車手總冠軍（只列出頭5名最佳成績車手） | 車手總冠軍（只列出頭5名最佳成績車手） | 車手總冠軍（只列出頭5名最佳成績車手） |            | 車隊總冠軍（只列出頭5名最佳成績車手） | 車隊總冠軍（只列出頭5名最佳成績車手） | 車隊總冠軍（只列出頭5名最佳成績車手） |
| 車手                                  | 車隊                                  | 積分                                  | 車隊       | 勝出站數                              | 積分                                  |                                       |
| 費蘭度·阿朗素                         | 雷諾車隊                              | 133分                                 | 雷諾       | 8個                                   | 191分                                 |                                       |
| 拉高倫                                | 麥拿倫車隊                            | 112分                                 | 麥拿倫     | 10個                                  | 182分                                 |                                       |
| 迈克尔·舒马赫                         | 法拉利車隊                            | 62分                                  | 法拉利     | 1個                                   | 100分                                 |                                       |
| 蒙托亞                                | 麥拿倫車隊                            | 60分                                  | 豐田       | 0個                                   | 88分                                  |                                       |
|                                       | 雷諾車隊                              | 58分                                  | 威廉斯車隊 | 0個                                   | 66分                                  |                                       |

## 單車
- 環法單車賽：總成績領先對4分鐘40秒後，史無前例第七次奪得環法單車賽總冠軍，岩士唐賽後光榮引退。
- 环意自行车赛：保羅·薩瓦迪利（Paolo Savoldelli）總成績領先第2名28秒，繼2002年再次獲得冠軍。

## 逝世
- 3月3日：（Rinus Michels），荷蘭領隊，前荷蘭國家足球隊及巴塞隆拿領隊，享年77歲。
- 11月25日：佐治·貝斯（George Best），北愛爾蘭足球員，前曼聯球員，享年59歲。
- 11月25日：理查德·伯恩斯（Richard Burns），英格蘭賽車手，前世界拉力錦標賽冠軍，享年34歲。
- 11月29日：大衛湯馬素（David di Tommaso），法國足球員，享年26歲。
- 12月27日：迪治般（Ted Ditchburn），前熱刺守門員，享年84歲。

## 体育獎項

### 勞倫斯世界體育獎
- 最佳男運動員：費達拿（網球）
- 最佳女運動員：霍爾姆斯（田徑）
- 最佳隊伍：希臘國家足球隊
- 最佳新人獎：劉翔（田徑）
- 最佳復出運動員：亞歷士·辛尼迪（賽車）
- 最佳残疾運動員：Chantal Petitclerc（田徑）
- 最佳极限運動員：Ellen MacArthur（帆船）
- 運動精神獎：波士頓紅襪（棒球）

## 外部連結
- 2005年體壇總結專題（页面存档备份，存于）